# Ecliptopera furvoides
Ecliptopera furvoides là một loài bướm đêm trong họ Geometridae.